# Гражданкин, Виктор Иванович
Виктор Иванович Гражданкин (1900—1977) — советский офицер-артиллерист и военачальник, участник Великой Отечественной войны. Герой Советского Союза (28.04.1945). Полковник (25.03.1942).

## Биография
Родился 23 сентября 1900 года. В Красной Армии с ноября 1918 года, доброволец. Участвовал в Гражданской войне. Вступил в красногвардейский отряд Попова, где служил в нем ездовым в интернациональной батарее. С начала 1919 года воевал в артиллерийской батарее 1-го Туркестанского стрелкового полка на Закаспийском фронте (участвовал в боях в районах ст. Равнина, Курбан-Кале, Байрам-Али, Мерв, Теджен, Душак, Арман-Сагат, Каакка, Бамии, Кызыл-Арват). В сентябре 1919 года тяжело заболел и лечился в Ашхабадском и Ташкентском госпиталях, по выздоровлении в октябре зачислен в 8-й запасной полк в Ташкенте. С февраля 1920 года служил в отряде особого назначения при революционном трибунале Туркестанского фронта. С мая 1920 года учился на 3-х Туркестанских артиллерийских командных курсах. Участвовал в Бухарской операции войск фронта, будучи прикомандирован к береговой артиллерийской батарее Амударьинской военной флотилии Туркестанского фронта (Чарджуй). Был ранен в одном из боёв в конце 1918 года.
В 1922 году окончил 3-и Туркестанские артиллерийские командные курсы. С октября 1922 по ноябрь 1924 года — командир взвода в артиллерийской школе младшего комсостава Туркестанского фронта. Затем был направлен на учёбу и окончил артиллерийское повторное отделение Среднеазиатской Объединённой военной школы имени В. И. Ленина в 1925 году, после которой назначен командиром взвода в 38-й отдельный крепостной тяжёлый артиллерийский дивизион (крепость Кушка). В дальнейшем в этом дивизионе занимал должности квартирмейстера, казначея, помощника командира и врид командира батареи. В ноябре 1927 года переведён командиром взвода в артиллерийский дивизион Средне-Азиатской объединенной военной школы имени В. И. Ленина (Ташкент). С августа 1928 — помощник командира и командир артиллерийской батареи 2-го Туркестанского артиллерийского полка Среднеазиатского военного округа (Фергана). В 1927 году вступил в ВКП(б).
В мае 1929 года был переведен в Московский военный округ, где далее служил много лет. Сначала зачислен в 14-й артиллерийский полк, где служил помощником командира батареи, начальником разведки дивизиона, командиром батареи, помощником начальника штаба полка. С марта 1932 — начальник штаба 2-го отдельного артиллерийского механизированного дивизиона Отдельной механизированной бригады имени К. Б. Калиновского (Наро-Фоминск). После окончания 2-месячных артиллерийских курсов усовершенствования комсостава в 1934 году, был в августе этого года назначен начальником штаба отдельного артиллерийского дивизиона 50-й стрелково-пулемётной бригады Московского ВО (Солнечногорск), которая вскоре была переформирована в 50-ю мотострелковую бригаду и передислоцирована в Белорусский военный округ (Могилёв). В мае 1938 года назначен временно исполняющим должность начальника артиллерии этой бригады. В её составе участвовал в освободительном походе Красной армии в Западную Белоруссию в сентябре 1939 года. С октября 1939 года — командир 153-го легкого артиллерийского полка 98-й Уральской стрелковой дивизии Уральского военного округа (Глазов, Удмуртская АССР). В начале июня 1941 года полк в составе 51-го стрелкового корпуса вошел в сформированную в округе 22-ю армию и с 16 по 21 июня 1941 года был передислоцирован в район посёлка Идрица Псковской области. 
Участник Великой Отечественной войны. С июня 1941 года майор В. И. Гражданскин участвовал в Прибалтийской стратегической и в Ленинградской оборонительных операциях в составе 22-й армии Северо-Западного фронта. Отличился при обороне рубежа по реке Западная Двина в районе города Дрисса. 14 июля осколком снаряда был ранен в живот при отражении немецкой танковой атаки у населённого пункта Соколище, эвакуирован в госпиталь в Ивановскую область.  
В августе 1941 года был назначен командиром формирующегося 3-го гвардейского миномётного полка в Апрелевке и в Алабино (Московская область). В сентябре полк передан 11-й армии Северо-Западного фронта и вступил в бой. 
В декабре 1941 года уже ставший за отличия подполковником В. И. Гражданкин назначен начальником армейской оперативной группы гвардейских миномётных частей (ГМЧ) Северо-Западного фронта. Во главе её участвовал в Ржевско-Вяземской операции, выполняя боевую задачу по поддержке огнём боевых действий 39-й армии в районе Ржев, Оленино, Сычевка. С июля 1942 года командовал 2-й гвардейской учебной миномётной бригадой в составе 1-й гвардейской минометной дивизии ГМЧ, с 15 декабря командовал всей дивизией. Эта дивизия была вскоре передана в состав 1-й ударной армии Северо-Западного фронта и участвовала в феврале 1943 года в Демянской наступательной операции.
После пребывания в резерве с марта по май 1943 года — командир 23-й гвардейской миномётной бригады ГМЧ на Брянском фронте. В июле 1943 года назначен командиром формирующейся 28-й гвардейской миномётной бригады ГМЧ, которая с октября воевала на 3-м Украинском фронте. Отличился в Никопольско-Криворожской и в Одесской наступательных операциях. 
С начала июня 1944 года и до конца войны командовал 11-й лёгкой артиллерийской Свирской бригадой 7-й артиллерийской Запорожской Краснознамённой ордена Суворова дивизии прорыва. Сначала бригада и дивизия были переброшены на Карельский фронт и в ходе Свирско-Петрозаводской наступательной операции участвовали при прорыве укрепленной полосы обороны противника на реке Свирь и поддерживали огнём пехоту при форсировании реки, участвовали в освобождении города Питкяранта. За эту операцию бригада получила почётное наименование «Свирская». 
В июле-августе бригада в составе дивизии вернулась на 3-й Украинский фронт, включена в состав и участвовала в Ясско-Кишиневской (в ходе рейда по немецким тылам совместно с 4-м гвардейским механизированным корпусом было уничтожено 32 танка и до 1 500 солдат и офицеров врага), Бухарестко-Арадской и Белградской наступательных операциях. 
Особо отличился командир 11-й лёгкой артиллерийской Свирской бригадой 7-й артиллерийской Запорожской Краснознамённой ордена Суворова дивизии прорыва 46-й армии 3-го Украинского фронта полковник В. И. Гражданкин в ходе Будапештской наступательной операции. Выполняя задачи по поддержке наступления 2-го гвардейского механизированного корпуса, 5 декабря 1944 года бригада отлично действовала при форсировании реки Дунай с острова Чапей в направлении города Эрчим. Захватив плацдарм на правом берегу реки, ее подразделения вели тяжёлые бои за его удержание, отразили 6 контратак танков противника, обеспечив удержание города и дальнейшую переправу основных сил армии. Сам полковник Гражданкин переправился на плацдарм с первыми орудиями своей бригады, умело расставлял их на самых опасных участках под огнём врага и организовал бесперебойное управление артиллерийским огнём. 
За умелое командование бригадой в этих боях, проявленные личное мужество и героизм полковник В. И. Гражданкин был удостоен звания Героя Советского Союза. 
В дальнейшем бригада под его командованием участвовала в Балатонской оборонительных и в Венской наступательной операциях. За новые боевые отличия она была награждена орденами Кутузова 2-й степени и Богдана Хмельницкого 2-й степени. 
После войны командовал той же бригадой в Южной группе войск в Австрии. В ноябре – декабре 1945 года бригада была переформирована в 11-ю тяжёлую гаубичную бригаду разрушения и в феврале 1946 года передислоцирована в состав Одесского военного округа (размещалась в Измаильской области Украинской ССР). В ноябре 1946 года полковник В. И. Гражданкин уволен в запас по болезни. 
Жил в станице Новотитаровская Краснодарского края. Скончался в 1977 году.

## Награды
- Медаль «Золотая Звезда» (указ от 28 апреля 1945 года).
- Три ордена Ленина (21.02.1945, 28.04.1945).
- 3 ордена Красного Знамени (23.07.1944, 3.11.1944).
- Орден Отечественной войны I степени (20.03.1944).
- Медали.

## Память
- В станице Новотитаровская на доме, где жил Герой, была установлена мемориальная доска. Но, к сожалению, этот дом был снесён в 2009 году. В настоящее время на здании местного торгового центра установлена новая мемориальная доска. Памятник на могиле Героя Советского Союза В.И. Гражданкина в этой же станице.
- В 2020 г. именем В. И. Гражданкина была названа улица в посёлке Ленинкент г. Махачкала.
- Его именем названа школа в поселке Южном (Динской район Краснодарского края).